# Artur von Schmalensee

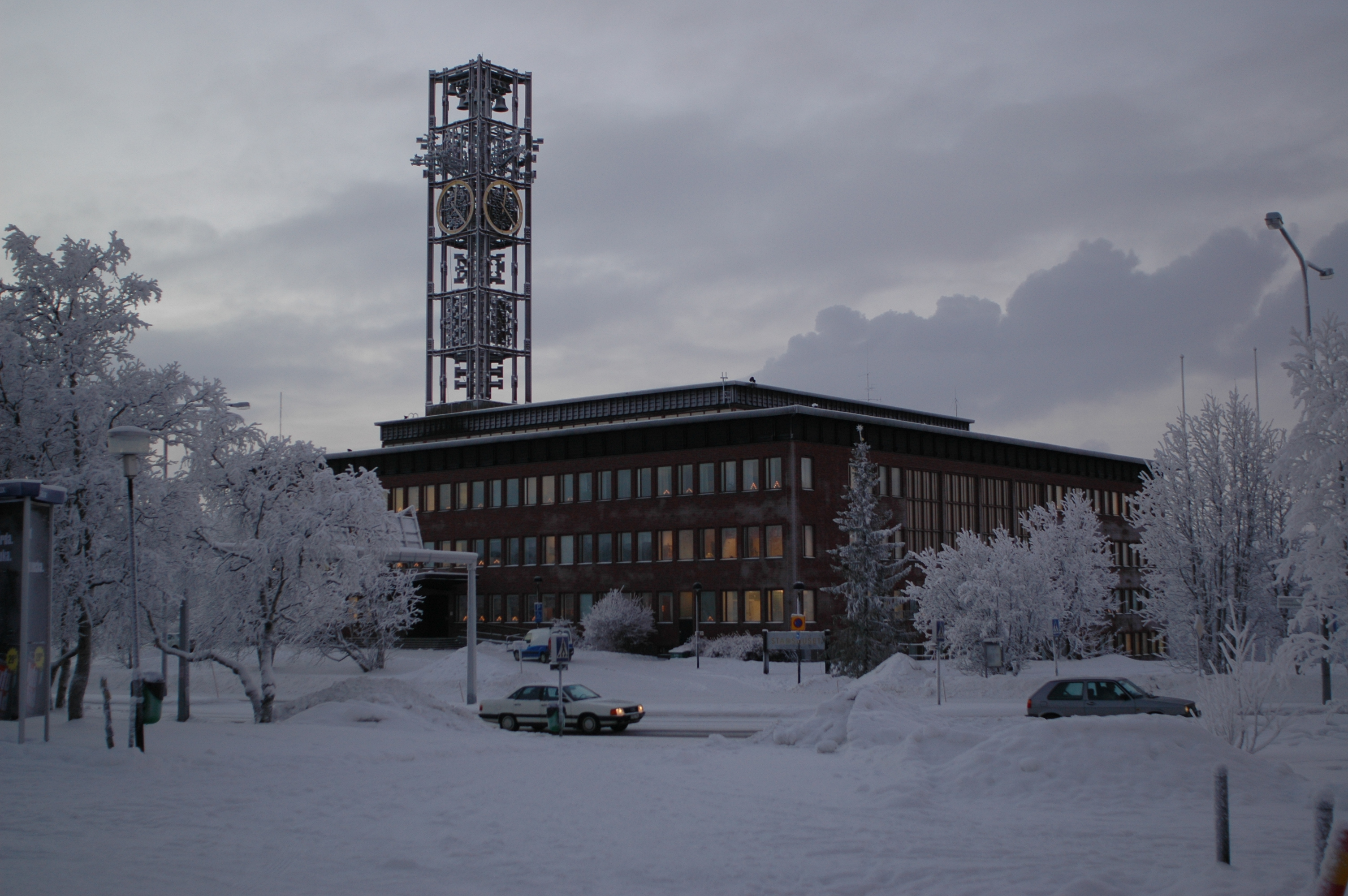
Gamla stadshuset, Kiruna.

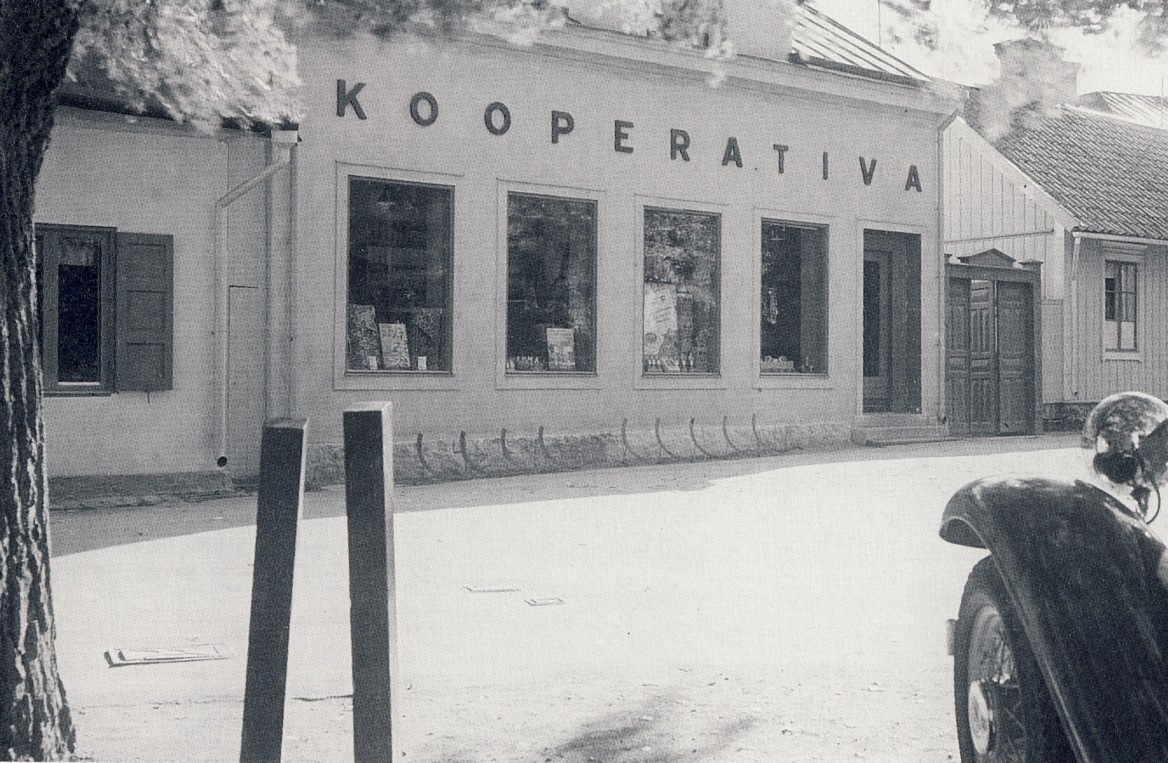
KFAI:s standardbutik för Sigtuna kooperativa handelsförening, omkring 1930.

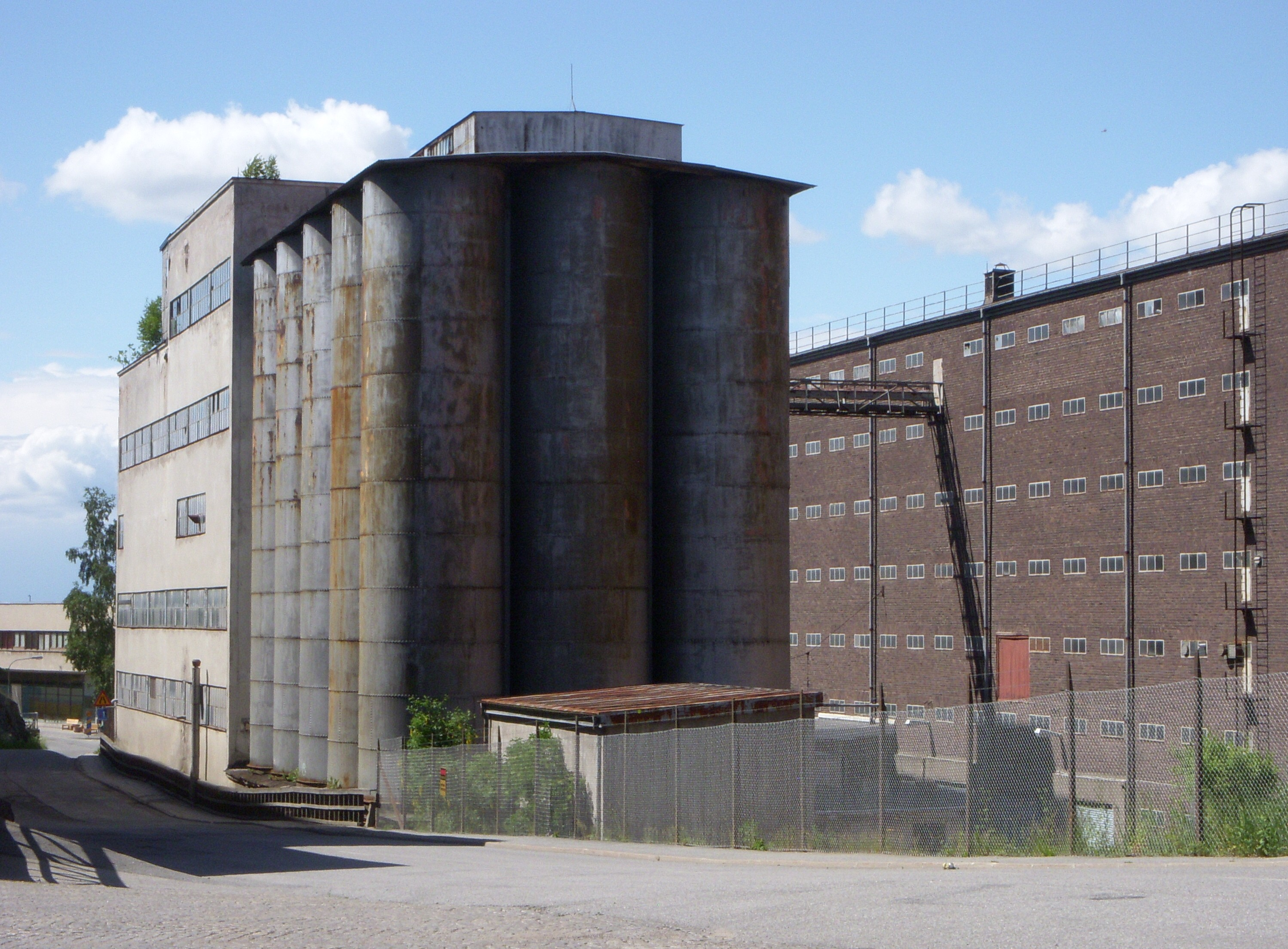
Havregrynskvarn från 1928, Kvarnholmen, Nacka.

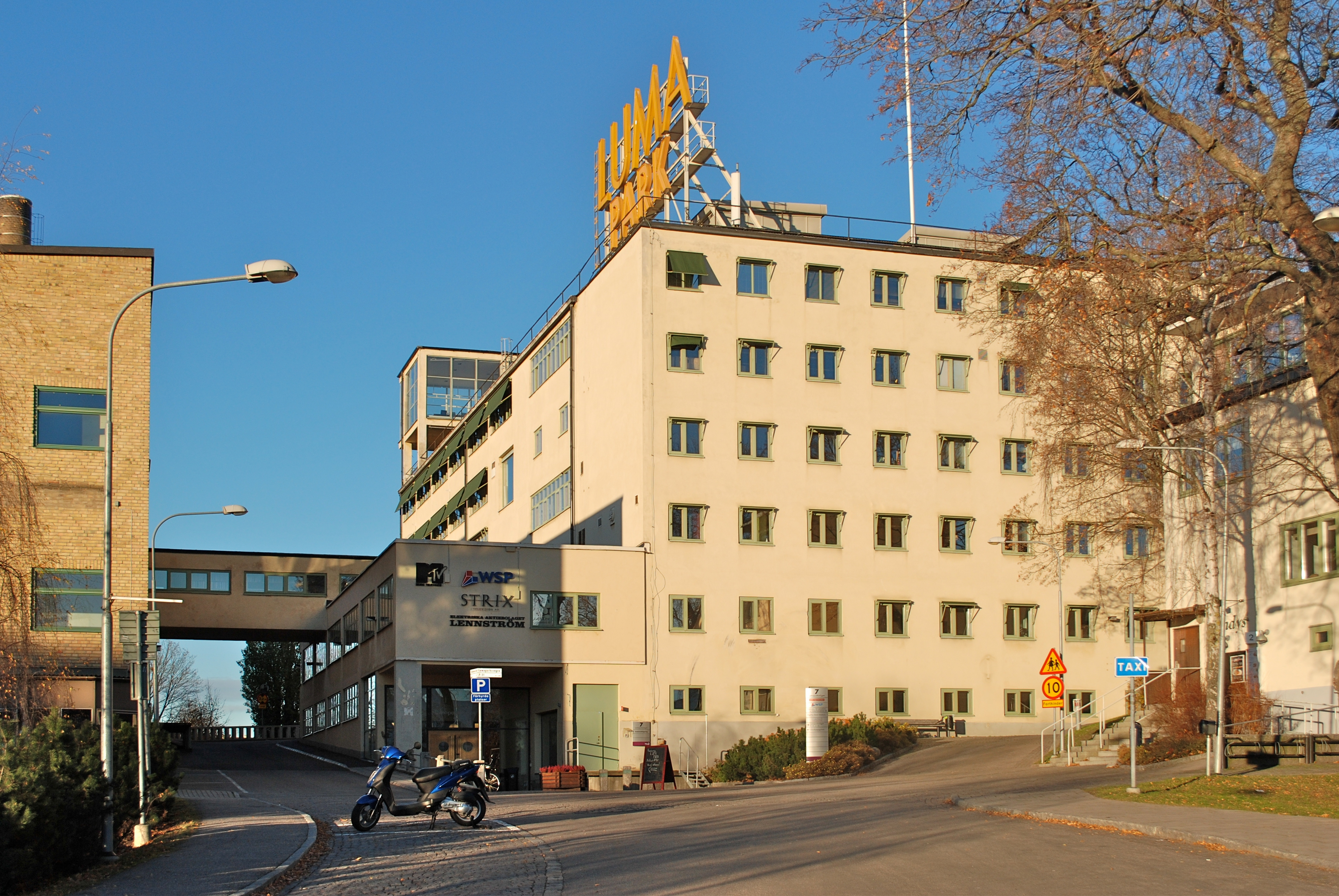
Lumalampans fabrik i Hammarby, Stockholm.

Oskar Harald Artur von Schmalensee, född 18 november 1900 i Karlskoga, död 16 januari 1972 i Saltsjöbaden, var en svensk arkitekt och affischkonstnär. Han var bror till arkitekten Kurt von Schmalensee.

## Familj och utbildning
Artur von Schmalensee var son till stationsinspektoren Carl Oscar Alfred von Schmalensee och Emma Nathalia Johansson samt från 1935 gift med Alfhild Olofsson. Han utbildade sig på Kungliga Tekniska högskolan i Stockholm 1923 och vid Konsthögskolans arkitekturskola i samma stad 1928. Hans examensarbete var ett förslag med nio skyskrapor, 26 våningar höga, placerade i cityområdet mellan Konserthuset och Klarabergsgatan, ett förslag i Le Corbusiers anda. Under sin utbildningstid gick Schmalensee från arkitektkontor till arkitektkontor som perspektivtecknare.

## Verksamhet
Artur von Schmalensee var från 1926 en av de ledande medarbetarna Kooperativa förbundets arkitektkontor, KFAI. Han kom med sin precisa, funktionalistiska formbehandling att markera sig som radikal industriarkitekt. Lumalampans fabrik i Hammarby i Stockholm från 1928–30, tillsammans med Eskil Sundahl, är ett exempel härför. En viktig insats gjorde von Schmalensee med studentbostäder och Studentstaden i Uppsala (1947−53). Första etappen gjordes i en klassicerande uttrycksform som inte låg i tiden och därför fick hård kritik. Den kallades bland annat "teatral" i pressen. Andra etappen gjordes därför med modernistiska punkthus. I Kirunas gamla stadshus (1959) använder von Schmalensee en tidig postmodernism, en stilriktning som kom att bli vanlig från sena 1960-talet och ända fram till sekelskiftet. Han är begravd på Skogsö kyrkogård i Saltsjöbaden.

## Arbeten i urval
- Havregrynskvarn, Nacka, 1927–1928
- Lumafabriken, Stockholm, senare tillbyggnader, Arthur von Schmalensee och Eskil Sundahl 1928–1930
- Nya Folkets hus i Sundbyberg, 1930
- PUB, tillbyggnad av varuhuset, Stockholm, 1933–1940
- Studentbostadshus Skolgatan 45, Uppsala, det s.k. "Klosettpalatset", numera First Hotel Linné 1936
- Studentbostadshus S:t Larsgatan. Uppsala, det s.k. Arkadien, 1936[5][6]
- S:t Paulsgatan 8, Bostadshus och församlingshem för Maria Magdalena församling, Stockholm, 1938–1940
- Studentbostadshus S:t Johannesgatan, Uppsala, det s.k. Parthenon, 1938
- Ryningska palatset, Stora Nygatan 2, Stockholm (restaurering på 1940-talet)
- Findus bostadsområde, Selleberga, Bjuvs kommun trädgårdsarkitekt Sven Hermelin, arbetet påbörjades 1941
- Marabou, kontor och fabriksbyggnader, Sundbyberg, 1941–1972
- Kanslihusannexet numera riksdagens förvaltningshus, Stockholm, 1945–1950
- Tingshus, Rättvik, 1952
- Militärhemmet, Stortorget, Karlskrona, 1952
- Kolingsborg, Stockholm, uppfört 1953–1954
- Högfors slott, Häggenås, uppfört 1954–1955
- Svenska stadsförbundets hus, uppfört 1958–1962
- Söderhamns tingshus, Söderhamn, 1962–1966
- Restaurering av  Klara kyrka i Stockholm, tillsammans med Johan Sjöström, 1963–1965
- Upprustning av Kvarteret Pygmalion  i Stockholm, 1963–1965
- Gamla stadshuset, Kiruna, 1963. Huset fick 1964 Kasper Salinpriset som "Sveriges vackraste offentliga byggnad".
- Björksätra kyrka, Sandviken, invigd 1975 (arbetet slutfördes av Hilding Lögdberg efter Schmalensees död)